# Santuário Estadual de Nossa Senhora do Rocio
O Santuário Estadual de Nossa Senhora do Rocio, ou apenas Santuário do Rocio, é um templo católico brasileiro localizado no município de Paranaguá e dedicado a Nossa Senhora do Rosário do Rocio, a Padroeira do estado do Paraná. O Santuário recebe anualmente milhares de romarias vindas do Brasil e do exterior, engrandecendo o turismo religioso, principalmente durante o mês de novembro quando se comemora o Dia de Nossa Senhora do Rocio.

## Complexo do Santuário
O Complexo do Santuário é composto por instalações e espaços ao redor do Santuário do Rocio, sendo os principais:

### Gruta de Nossa Senhora do Rocio
A Gruta fica localizada em frente ao Santuário do Rocio e é um local para que os romeiros e visitantes possam acender velas em honra da Padroeira do Paraná. A administração do Santuário mantém o local sempre aberto, para lembrar ao turista que antes de um grande templo, a imagem da Virgem permaneceu em local simples, que era a casa do pescador Berê.

### Salão Social
É destinado a acolher o visitante, principalmente os romeiros que viajam muitas horas para chegar à Paranaguá. Neste espaço é servido café, almoços e jantares. Também são realizados cursos, congressos e encontros de temas variados.

### Praça da Fé
A Praça da Fé fica localizada no antigo aterro do Rocio e foi inaugurada em 15 de novembro de 1999, durante uma grande missa campal com a presença de romeiros de todas as regiões do Brasil, dentro das comemorações alusivas ao Grande Jubileu de 2000. É nesse espaço amplo que acontecem os grandes eventos da Festa do Rocio, bem como outras atividades sociais do Santuário do Rocio. A Praça da Fé faz ligação com a Praça Thomas Sheehan e também fica defronte ao Trapiche do Rocio, com acesso direto a baía de Paranaguá onde foi encontrado a imagem de Nossa Senhora do Rocio e que ocorrem procissões marítimas.

### Complexo Turístico Religioso
Anunciado em 2003 e após vários anos em progresso, o Complexo Turístico Religioso "Dom Alfredo Novak" foi inaugurado em 29 de outubro de 2020 ao lado da Praça da Fé, com uma área construída de 3.080 m² e capacidade para abrigar 1.600 pessoas. O prédio moderno 
foi planejado para acolher os romeiros e conta com centro de eventos, banheiros, cozinha industrial e salas administrativas, entre outros. O nome do complexo é uma homenagem ao antigo bispo que almejava pela construção.